# Corno del Renon
Il Corno del Renon (Rittner Horn in tedesco) è una montagna delle Alpi alta 2.261 m s.l.m. Si trova in Italia sulle Alpi Sarentine, al limite settentrionale dell'altipiano del Renon e al limite meridionale dell'Alpe di Villandro.

## Toponimo
Il nome della montagna è attestato nel 1770 come Hörner Berg, nel 1778 come Horne nel 1840 come Rittener Horn; "Horn" ("corno" o "picco") è un etimo alla base di molti nomi di montagna. Le due malghe più importanti della montagna si chiamano Oberhorn e Unterhorn. Il nome italiano viene introdotto solamente con il Prontuario dei nomi locali dell'Alto Adige.

## Caratteristiche
È considerato uno dei punti più panoramici dell'Alto Adige, con una vista a 360°. Verso oriente si ha un'ottima vista sull'Alpe di Siusi, Catinaccio, Sciliar, Odle, Latemar e Sass de Putia. Si può vedere pure il ghiacciaio della Marmolada e nelle giornate con poca foschia (soprattutto in autunno) si può vedere il Großglockner (3.797 m s.l.m.) in Austria.
Verso nord si vedono i ghiacciai che dividono l'Italia dall'Austria come ad esempio a nordest il Gran Pilastro (3.510 m s.l.m.) e a nordovest l'Altissima (3.840 m s.l.m.). Ad occidente si vede anzitutto la Catena della Mendola e sullo sfondo i ghiacciai situati nel Parco Nazionale dello Stelvio o, a sudovest, del Gruppo delle Dolomiti di Brenta.
Proprio sulla cima (che è pianeggiante) si trova un rifugio, il Rittner-Horn-Haus, costruito nel 1893 e attualmente gestito dal Club Alpino Italiano (CAI). Sempre sulla cima vi è la stazione di monte di una seggiovia e vi parte una pista da sci che arriva alla Unterhornhaus, altro rifugio in zona. Già nel anni 1920, molto prima della costruzione degli impianti sciistici, vi era lo Skirennen Rittnerhorn-Oberbozen, organizzato dall'allora Skiclub Oberbozen, il club sciistico di Soprabolzano.